# Joan Olivé
Joan Olivé (* 22. listopad 1984 Tarragona, Španělsko) je španělský profesionální motocyklový závodník. V současnosti závodí v Mistrovství světa silničních motocyklů v třídě do 125cc za tým Belson Derbi. Tohoto seriálu se účastní již od roku 2001.

## Statistika
| Rok    | Kategorie | Motocykl | Závody | Vítězství | Pódia | Pole positiones | Body | Pozice |
| ------ | --------- | -------- | ------ | --------- | ----- | --------------- | ---- | ------ |
| 2001   | 125cc     | Honda    | 16     | 0         | 1     | 0               | 34   | 19.    |
| 2002   | 125cc     | Honda    | 16     | 0         | 0     | 0               | 76   | 12.    |
| 2003   | 250cc     | Aprilia  | 16     | 0         | 0     | 0               | 38   | 12.    |
| 2004   | 250cc     | Aprilia  | 16     | 0         | 0     | 0               | 27   | 19.    |
| 2005   | 125cc     | Aprilia  | 16     | 0         | 1     | 0               | 60   | 14.    |
| 2006   | 125cc     | Aprilia  | 16     | 0         | 0     | 0               | 85   | 10.    |
| 2007   | 125cc     | Aprilia  | 17     | 0         | 2     | 0               | 131  | 8.     |
| Celkem |           |          | 113    | 0         | 4     | 0               | 451  |        |